# Euderces reichei
Euderces reichei är en skalbaggsart som beskrevs av Leconte 1873. Euderces reichei ingår i släktet Euderces och familjen långhorningar. Inga underarter finns listade i Catalogue of Life.